# Szypiliszki
Szypiliszki (biał. Шыпілішкі; ros. Шипилишки) – chutor na Białorusi, w obwodzie grodzieńskim, w rejonie werenowskim, w sielsowiecie Pirogańce. 